# ホンダ・NSR
NSR（エヌエスアール）は本田技研工業がかつて製造販売したオートバイのシリーズ商標である。

## 概要
NSシリーズの後継モデルで水冷2ストロークエンジンを搭載するレーサーレプリカに分類されるモデルである。本商標は1984年にロードレース世界選手権（WGP）専用モデルとしてホンダ・レーシング（HRC）が開発したNSR500に初めて使用。1986年に公道走行可能モデルとしてNSR250R、1987年にNSR50、NSR80が販売開始され、以後公道走行可能モデルのほか競技専用の市販レースベースモデルやワークスレーサーなど排気量別のラインナップを形成し、日本のみならず海外でも製造販売された。

## モデル別解説
※本項では日本生産モデル・競技専用モデル・海外生産モデルにわけて解説を行う。

### 日本生産モデル
公道走行可能モデルとして50・80・250ccモデルが製造された。

#### NSR50・NSR80

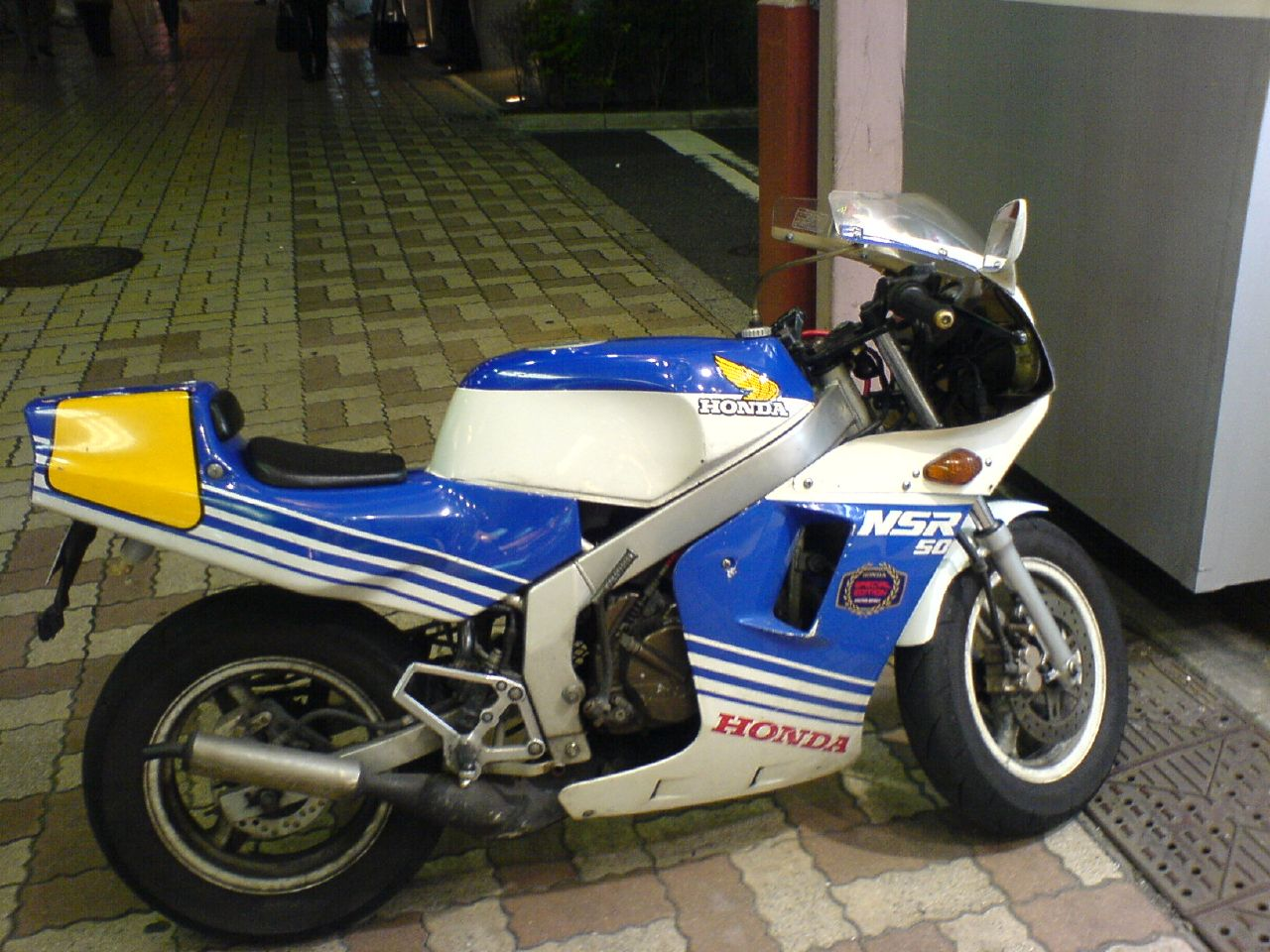
NSR50 1987年モデル

排気量49ccの原動機付自転車で型式名A-AC10が1987年5月29日発表・同年6月15日発売のNSR50、排気量79ccの小型自動二輪車で型式名HC06が1987年11月24日発表・同月25日発売のNSR80。両車は同一のツインチューブダイヤモンド型フレームを採用するほか、外装などのコンポーネンツを共用する姉妹モデルである。
| スズキ・ギャグ |  | ヤマハ・YSR50 |
| スズキ・ギャグ |  | ヤマハ・YSR50 |

両モデルが開発された経緯は、レーサーレプリカがブームだった1986年に鈴木自動車工業がギャグを、ヤマハ発動機がYSR50を発売。共にフルカウルを装着するミニレーサーレプリカとして脚光を浴び、ミニバイクレースでも人気となり両車の対決はサーキットで激化していた。これに対して本田技研工業は同カテゴリーへの投入に際し、4ストロークエンジンを搭載するギャグ、空冷2ストロークエンジンを搭載するYSR50へのアドバンテージを考慮した結果、レースでの使用も視野に入れて『NSR500を3/4にサイズダウンしたスポーツモデル』をコンセプトに冷却面でも有利な水冷エンジンを搭載した両モデルの製造販売に踏み切った。
50に搭載されたAC08E型エンジンは、内径x行程=39.0x41.4（mm）・圧縮比7.2から当時の自主規制値となる最高出力7.2ps/10,000rpm・最大トルク0.65kgf・m/7,500rpm、80に搭載されたHC08E型エンジンは内径x行程=49.5x41.4（mm）・圧縮比7.1から最高出力12ps/10,000rpm・最大トルク0.97kgf・m/8,000rpmのスペックをマークした。両エンジンとも一軸バランサーを内蔵する水冷単気筒エンジンで吸気方式はピストンリードバルブ方式を採用するほか、容量7.5Lの燃料タンクならびにPF70型キャブレターによる燃料供給、さらには容量1.1Lのタンクから分離潤滑される2ストロークオイルは50・80共通である。なお始動方式はいずれもキックスターターのみである。
6速常時噛合式マニュアルトランスミッションは、当初は50・80全段共通のギア比であったが、1989年のマイナーチェンジで1速 - 4速を共通のまま、80は5速 - 6速のギア比を変更した。また同時に1次減速比は4.117で共通のまま、2次の比率変更を行った。
- なお同じくAC08E型エンジンを搭載するNS50Fも同様に6速ミッションであるが、ギア比は大きく異なる[注 8]。

サスペンションは前輪がインナーチューブ径30mmのテレスコピック、後輪がスチール製スイングアームと50・80共通だが、フロントフォーク内オリフィス径・ばねレート・ショックアブソーバーの減衰値が異なる。またキャスター角25°00´・トレール量は70mmとされたが、1995年のマイナーチェンジでキャスター角は24°50´に変更となった。ブレーキは前後とも油圧式シングルディスクであるが、フロントは2ポットキャリパーである。またタイヤサイズは100/90-12 48J（前）・120/80-12 54J（後）で50・80共通である。

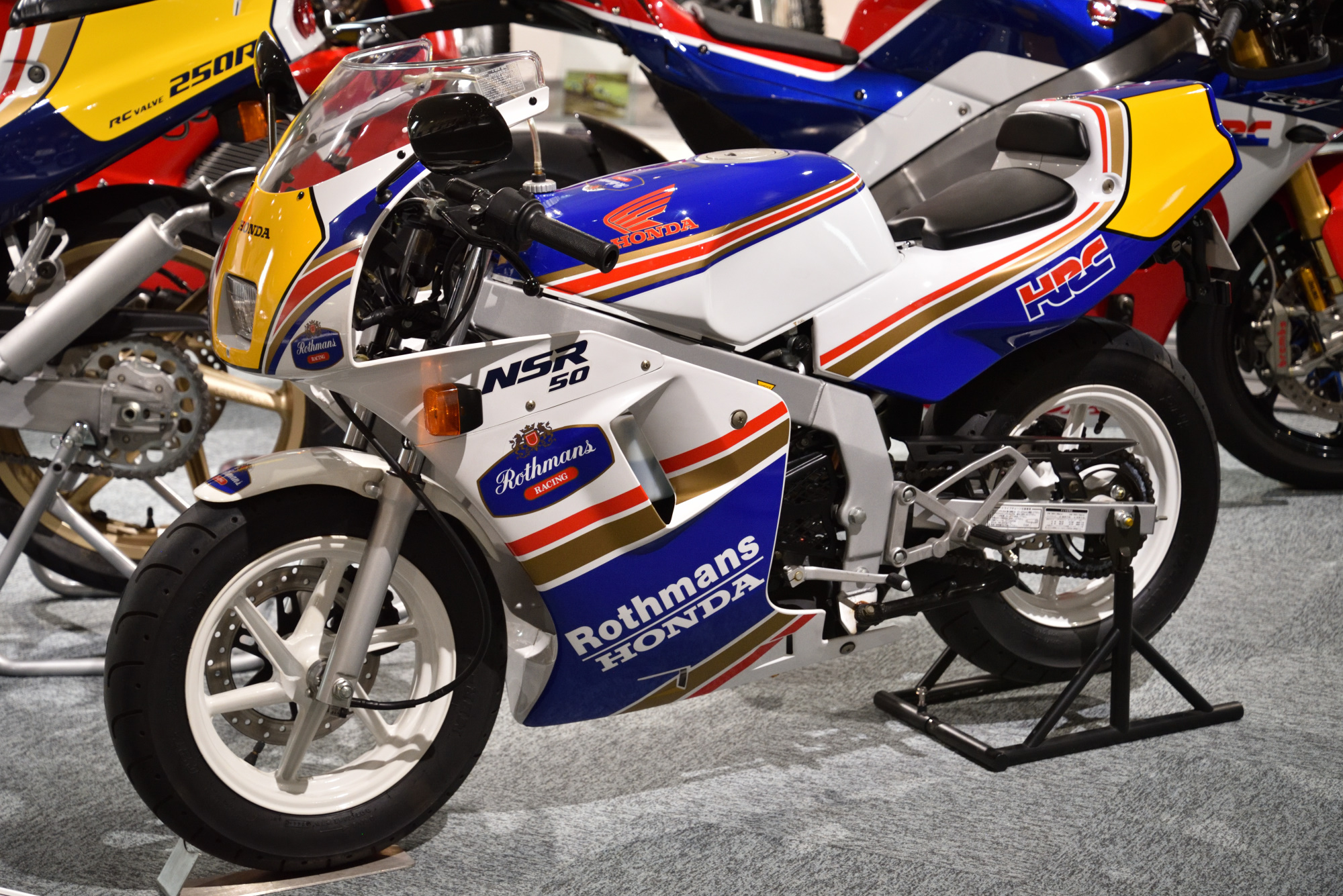
NSR50 ロスマンズカラー
1994年モデル
ホンダコレクションホール所蔵車

計器類は、大型タコメーターを右側に配置し、速度計は50が警告灯付60km/hスケール、80が120km/hスケール、水温計はなく水温上昇時の警告灯を装備する。またハンドルはセパレートタイプを装備する。
車体は、NSR500のデザインを踏襲したフルカウルを装着しており、カラーリングもそれを意識したもので数度のカラーリング変更では、HRCワークス・レプソル・ロスマンズ・WGPチャンピオンカラーなどのレプリカ仕様も設定された。なおシートは初期が高さ665mm、1995年モデル以降が670mmのシングルシートで、80も1人乗りのためタンデムステップは装備されない。

##### 遍歴
1987年に50が日本国内販売目標10,000台/年・標準現金価格219,000円、80が日本国内販売目標3,000台/年・標準現金価格249,000円で発売されて以降、カラーリング変更を除いたマイナーチェンジは1989年・1993年・1995年の3回行われた。
1989年5月22日発表
50が同月27日、80が同年6月1日発売で消費税3%抜価格ならびに年間販売目標を以下に改訂。
- NSR50：230,000円/20,000台
- NSR80：250,000円/3,000台

フロントカウルをよりスラントした形状に変更。
マフラー（チャンバー）をダウンタイプからサイレンサーを上方に向けたアップタイプへ変更。
80はマニュアルトランスミッションの5・6速ギア比を変更。
- 5速：1.000 - 6速：0.884 → 5速：1.041 - 6速：0.923

50・80ともに2次減速比を変更
- 50：2.857 → 3.00 / 80：2.466 → 2.187

1993年2月10日発表 同月25日発売
消費税3%抜価格ならびに年間販売目標を以下に改訂。
- NSR50：255,000円/7,000台
- NSR80：270,000円/1,200台

バックミラーのデザイン変更。
ウインカースイッチをプッシュキャンセル式へ変更。
クラッチアジャスターを装備。
ホイールを3本→6本スポークへ変更。
サイドスタンドスイッチを導入。
ヘッドライトスイッチを廃止して常時点灯化。
シリンダーヘッドを設計変更
リードバルブガイドを若干拡大。
1995年2月22日発表 同月23日発売
シリーズ合計で年間販売目標を6,000台とし、消費税3%抜価格を以下に変更。
- NSR50：269,000円 / NSR80：284,000円

インテークマニホールドにチャンバーを新設。
リードバルブガイドの形状を見直し。
フライホイールを軽量化。
クラッチプレートを5枚から7枚に増量。
点火方式をCDIマグネトからCDIバッテリーへ変更。
チェンジペダルをリンク式へ変更。
リヤショックアブソーバーを5段階調整可能なプリロードアジャスター付きへ変更。
トップブリッジをアルミ製へ変更。
シートカウルを一体成型の跳ね上がったデザインへ変更。
ラジエーターの容量をアップ。
スイングアームのフレーム側ピボットをベアリング式へ変更。
フロントフォーク長を575mm→615mへ延長。
- これに伴いキャスター角も変更。

1997年に本田技研工業は、同社が製造販売するオートバイの搭載するガソリンエンジンを2002年までにすべて4ストローク化することを発表しており、本モデルは1999年1月20日発表・同月21日発売の1999年モデルにマイケル・ドゥーハンのWGP500ccクラス5連覇達成を記念したレプソル・ホンダレプリカカラーを追加したことを最後にニュースリリースを終了。平成10年自動車排出ガス規制に適合させることなく、同年中に製造終了となった。

#### NSR250R
1986年から1999年にかけて製造販売された公道走行可能なモデル。MC16・MC18・MC21・MC28の4型式が該当する。詳細はホンダ・NSR250Rを参照のこと。

### 競技専用モデル
以下の4モデルが該当する。

#### NSR-mini
NSR50でエントリー可能なミニバイクレースSP12クラス用マシンとして、製造終了後も引き続き購入を希望するユーザーの声に対して製造開始された競技用ベースモデルである。
型式名RS50。オーダーは本田技研工業製オートバイ販売店行う完全受注生産でHRCが販売する。ベースはNSR50の1995年モデルであるが、保安部品ならびにキックペダルを装備しないためナンバーを取得しての公道走行は不可であるとともに以下の変更を実施した。
- 潤滑は分離給油ポンプを廃止して混合給油化。
- ラジエーターをアルミ製大型タイプに変更し放熱量を約2倍に向上。
- CDIを従来の3倍にした大容量サイズのデジタル式へ変更[注 22]。
- フロントサスペンションはプリロード調整に加え減衰特性も変更可能なタイプを採用[注 23]。
- リヤサスペンションはショックアブソーバーを減衰圧とイニシャルの変更が可能なリザーバタンク付きタイプへ変更。
- ホイールは1992年モデルまで装着されていた3本スポークタイプを装着[注 24]。

1999年の発売当初の価格は、1999年モデルの20,000円高となる285,000円とされた。
2005年には、ほぼ同一車体に排気量99ccの空冷4ストロークSOHC単気筒エンジンを搭載するNSF100が販売開始され、徐々に入れ替わる形で2009年に販売終了となった。

#### NSR250
1986年から2002年までロードレース世界選手権や全日本ロードレース選手権に投入された250ccワークスレーサー。詳細はホンダ・NSR250を参照のこと。

#### NSR500
詳細はホンダ・NSR500を参照のこと。

#### NSR500V
詳細はホンダ・NSR500Vを参照のこと。

### 海外生産モデル
排気量75cc・125cc・150ccが該当する。これらのモデルは国外のホンダ現地法人が、仕向先の法規に合せて開発・製造を行ったモデルで本田技研工業は直接の関与を行っていない。

#### NSR75
スペイン現地法人モンテッサ・ホンダ(Montesa Honda)が製造した排気量75ccクラスの海外向け仕様。日本国内向け仕様の製造販売実績はない。車体はNS-1とほぼ同等であるが、フルカウルモデルとハーフカウルモデルという２つのバリエーションが存在する。またタンデム可能なシートを装備するほか、メットインスペースは通常の燃料タンクという差異がある。

#### NSR125
イタリア現地法人のホンダ・イタリア・インダストリアーレ(HONDA ITALIA INDUSTRIALE S.P.A.)が仕向地をヨーロッパとして製造したNS125Rの後継モデルで、フルカウルを装着するNSR125Rのほか、カウルレスとしたネイキッドタイプのNSR125Fがラインナップされた。
内径x行程=54.0x54.5(mm)・排気量124㏄の水冷クランクケースリードバルブ単気筒エンジンを搭載するが、仕向地の免許制度による出力制限や排出ガス規制により異なるスペックが複数存在するほか、2つの型式が製造販売された。

##### JC20型
1988年から製造されたモデル。Adriatico(アドリアティコ)のペットネームを持つ。
フレームはダイヤモンド型であるが、左右の主構造部を加圧鋳造製法によって成型し、ボルト結合で一体化したグリメカ製アルミフレームALCAST(アルキャスト)を採用した。同社はアルミキャストホイールの製造を担当したほか、他の各種パーツにイタリア製が使用された。
- キャブレター：デロルト
- サスペンション：マルゾッキ[注 27]
- タイヤ(前100/80-17・後130/70-18)：ピレリ
- NSシリンダー：ジェラルドーニ
- マフラー：ソルファー
- ヘッドライト・ウインカー・テールランプ等の保安部品：パガーニ・アウトモビリ

このほか、ハンドル・マニュアルトランスミッション・チェーン・ステップ類にいたるまでイタリア製である。
ブレーキは前後とも油圧式シングルディスクで、ローター径は前が316mm、後が220mm。エンジンの始動方式はセルフ式であり、エンジン回転数に応じてコンピューターで排気時期を制御するの可変排気孔バルブシステムを搭載する。1989年4月20日には、NS125Fを本田技研工業が輸入販売事業社となる形で同年6月1日に1,000台限定で発売することを発表した。
- イタリア本国仕様は最高出力31ps/10,500rpm・最大トルク2.1kgf・m/9,000rpm[16]であるのに対し、日本国内向け仕様は自主規制の関係からエアクリーナーボックスにリストリクターを、エキゾーストパイプにインナーパイプを装着するなどして最高出力22ps/9,000rpm・最大トルク1.8kgf・m/8,500rpmのスペックとされた[15]。

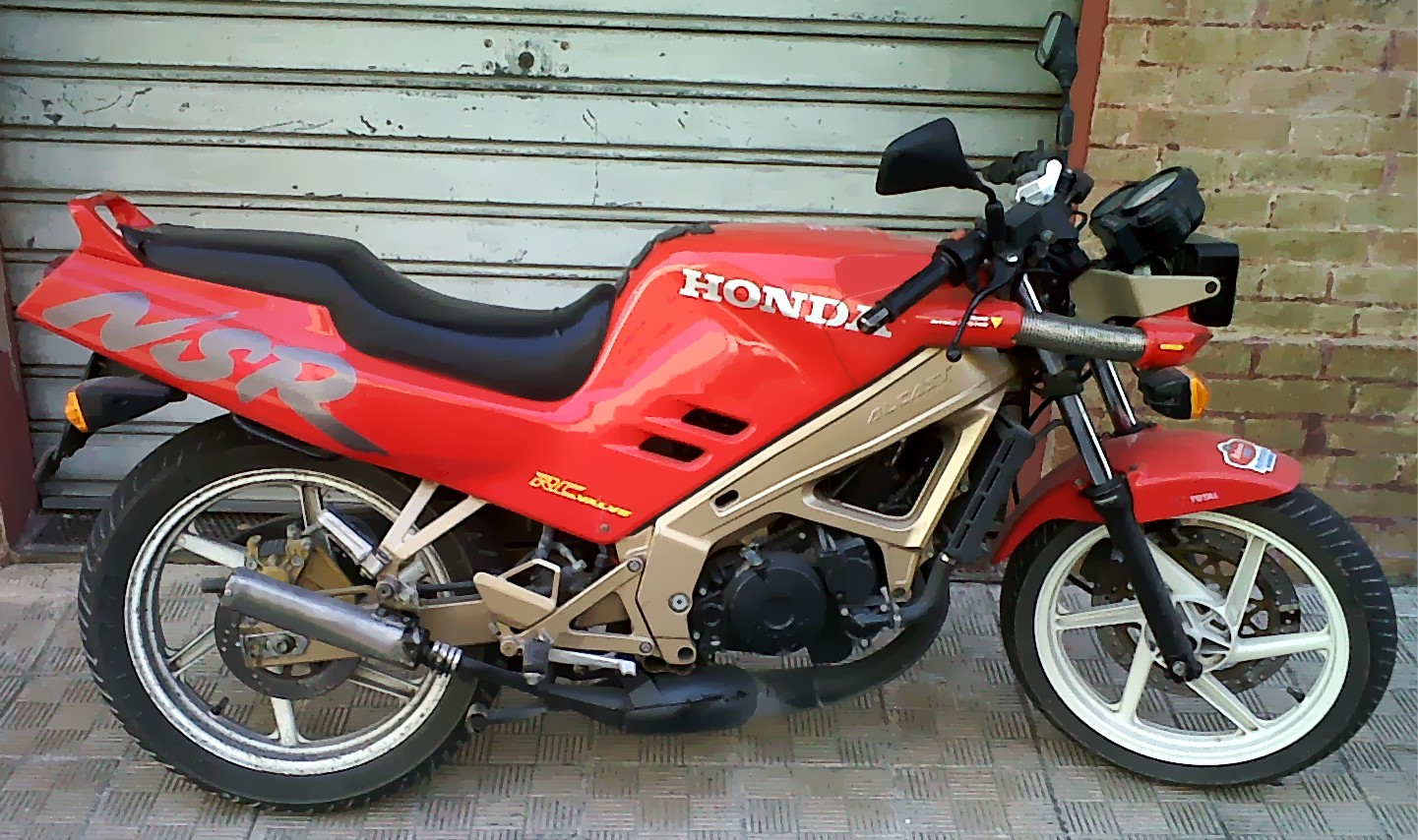
NSR125FII

1991年に大きなマイナーチェンジを実施。型式名は引き続きJC20であるが、以下の変更点がある。
- 後輪サイズを17インチとし、ホイールを新設計の6本スポークタイプへ変更。
- フロントサスペンションをショーワ製に変更。
- Rはカウルデザインを変更。
- Fは車名をNSR125FIIとした上でヘッドライトをメインフレームに直接接続されたサブフレームに附帯させる形に変更。

##### JC22型
| NSR125R JC22型 |  | NSR125R JC22型 |
| NSR125R JC22型 |  |                |

フレームを変更したためフルモデルチェンジとなり、型式名を変更した。
1992年5月にトスカーナ州フィレンツェ県スカルペリーアのムジェロ・サーキットでネイキッドタイプのNSR125F RAIDENを発表。1993年にはNSR125Rが発表された。
Zフレームと呼ばれる新型フレームは、MC22型CBR250RRで採用されたバックボーン型と基本思想を共有しており、スイングアームをJC20型のプロリンクからガルアームへ変更した。
1998年以降、EUでは段階的な自動車排出ガス規制に対応させたこともあり、フルパワーで26.5psとされていた本モデルも12psまでのパワーダウンさせた。製造終了は2001年であるが、在庫が多数あったことから2003年4月頃まで新車での購入は可能であった。

#### NSR150
| NSR150SP |  | NSR150SP |
| NSR150SP |  |          |

タイ王国の現地法人タイ・ホンダ・マニュファクチュアリング・カンパニー・リミテッド(Thai Honda Manufacturing Co., Ltd.)が1992年から2002年にかけて製造したモデル。ワークスレーサーNSR250をモチーフとするが、当時のタイ国内で生産できる上限排気量が150ccまでという法律が存在したことから、独自に開発されたモデルで標準仕様のNSR150RRとレプソル・ホンダカラーのNSR150SPがラインナップされた。
上述した理由から、リヤサスペンションはMC28型NSR250Rと同様に片持ち支持のプロアームを採用するほか、ローター径前296mm・後220mmのシングルディスクブレーキを装備。搭載される内径x行程=59.0x54.5（mm）・排気量149㏄の水冷単気筒エンジンはキック始動とされ、ケーヒン製PE28キャブレターにより最高出力39.5ps/10,500rpm・最大トルク2.75kgf・m/8,500rpmのスペックを発揮する。
日本国内での正規販売はされてないが、エンデュランスなどの一部販売店が並行輸入の形で販売が行われたほか、生産終了後も中古車両の再生という形で販売が行われた。
またこれらとは別に公道走行不可の競技仕様車が、HRCにより開発販売された。

## 50・80・125F・150SP 主要諸元
| 車名                   | NSR50                                        | NSR80                                        | NSR125F                                      | NSR150SP                                     |
| 型式                   | A-AC10                                       | HC06                                         | JC20                                         | NSR150SP                                     |
| モデルイヤー           | 1999                                         | 1999                                         | 1989                                         | N/a                                          |
| 全長（m）              | 1.580                                        | 1.580                                        | 2.015                                        | 1.970                                        |
| 全幅（m）              | 0.590                                        | 0.590                                        | 0.690                                        | 0.685                                        |
| 全高（m）              | 0.935                                        | 0.935                                        | 1.035                                        | 1.060                                        |
| 最低地上高（m）        | 0.105                                        | 0.105                                        | 0.135                                        | 0.165                                        |
| ホイールベース（m）    | 1.085                                        | 1.080                                        | 1.355                                        | 1.355                                        |
| シート高（m）          | 0.670                                        | 0.670                                        | 0.780                                        | 0.780                                        |
| 車両重量（kg）         | 87                                           | 88                                           | 135                                          | 122.4                                        |
| 最低回転半径（m）      | 2.4                                          | 2.4                                          | 3.0                                          | N/a                                          |
| 定地走行燃費           | 59.2km/L                                     | 40.2km/L                                     | 34.1㎞/L                                     | [ 注 32 ]                                    |
| 原動機型式名           | AC08E                                        | HC04E                                        | JC20E                                        | N/a                                          |
| 冷却・行程             | 水冷2ストロークピストンリードバルブ          | 水冷2ストロークピストンリードバルブ          | 水冷2ストローククランクケースリードバルブ    | 水冷2ストローククランクケースリードバルブ    |
| シリンダー数           | 単気筒                                       | 単気筒                                       | 単気筒                                       | 単気筒                                       |
| 内径（mm）             | 39.0                                         | 49.5                                         | 54.0                                         | 59.0                                         |
| 行程（mm）             | 41.4                                         | 41.4                                         | 54.5                                         | 54.5                                         |
| 総排気量               | 49                                           | 79                                           | 124                                          | 149                                          |
| 圧縮比                 | 7.2                                          | 7.1                                          | 6.8                                          | 6.8                                          |
| キャブレター           | PF70                                         | PF70                                         | PHBH26                                       | PE28                                         |
| 最高出力               | 7.2ps/10,000rpm                              | 12ps/10,500rpm                               | 22ps/9,000rpm                                | 39.5ps/10,500rpm                             |
| 最大トルク             | 0.65kg-m /7,500rpm                           | 0.97kg-m /8,000rpm                           | 1.8kg-m /8,500rpm                            | 2.75kg-m /10,000rpm                          |
| 始動方式               | キック                                       | キック                                       | セルフ                                       | キック                                       |
| 点火装置               | CDIバッテリー                                | CDIバッテリー                                | CDIマグネト                                  | CDI                                          |
| 潤滑方式               | 分離潤滑                                     | 分離潤滑                                     | 分離潤滑                                     | 分離潤滑                                     |
| 潤滑油容量             | 1.1L                                         | 1.1L                                         | 1.2L                                         | 1.2L                                         |
| 燃料タンク容量         | 7.5L                                         | 7.5L                                         | 10.0L                                        | 10.5L                                        |
| クラッチ               | 湿式多板コイルスプリング                     | 湿式多板コイルスプリング                     | 湿式多板コイルスプリング                     | 湿式多板コイルスプリング                     |
| 変速方式               | 左足動式リターン                             | 左足動式リターン                             | 左足動式リターン                             | 左足動式リターン                             |
| 変速機                 | 常時噛合6段                                  | 常時噛合6段                                  | 常時噛合6段                                  | 常時噛合6段                                  |
| 1速                    | 3.166                                        | 3.166                                        | 3.090                                        | 2.916                                        |
| 2速                    | 2.062                                        | 2.062                                        | 2.000                                        | 1.937                                        |
| 3速                    | 1.500                                        | 1.500                                        | 1.470                                        | 1.470                                        |
| 4速                    | 1.173                                        | 1.173                                        | 1.210                                        | 1.210                                        |
| 5速                    | 1.000                                        | 1.041                                        | 1.043                                        | 1.043                                        |
| 6速                    | 0.884                                        | 0.923                                        | 0.916                                        | 0.916                                        |
| 1次減速比              | 4.117                                        | 4.117                                        | 3.225                                        | 2.954                                        |
| 2次減速比              | 3.000                                        | 2.187                                        | 2.615                                        | 2.857                                        |
| フレーム               | ツインチューブダイヤモンド（125FはALCAST製） | ツインチューブダイヤモンド（125FはALCAST製） | ツインチューブダイヤモンド（125FはALCAST製） | ツインチューブダイヤモンド（125FはALCAST製） |
| フロントサスペンション | 正立テレスコピック                           | 正立テレスコピック                           | 正立テレスコピック                           | 正立テレスコピック                           |
| リヤサスペンション     | スイングアーム                               | スイングアーム                               | プロリンク                                   | プロアーム                                   |
| キャスター             | 24°50′                                       | 24°50′                                       | 25°30′                                       | 25°30′                                       |
| トレール（mm）         | 70.0                                         | 70.0                                         | 90.0                                         | 89.0                                         |
| タイヤ（前）           | 100/90-12 48J                                | 100/90-12 48J                                | 100/80-17 52S                                | 90/80-17                                     |
| タイヤ（後）           | 120/80-12 54J                                | 120/80-12 54J                                | 130/70-18 63S                                | 120/80-17                                    |
| 前後ブレーキ           | 油圧式シングルディスク                       | 油圧式シングルディスク                       | 油圧式シングルディスク                       | 油圧式シングルディスク                       |
| 製造国                 | 日本                                         | 日本                                         | イタリア                                     | タイ                                         |
| 消費税抜価格           | 285,000円                                    | 299.000円                                    | 445,000円                                    | 390,000円                                    |
| ---------------------- | -------------------------------------------- | -------------------------------------------- | -------------------------------------------- | -------------------------------------------- |